# Dilophodes khasiana
Dilophodes khasiana är en fjärilsart som beskrevs av Swinhoe 1892. Dilophodes khasiana ingår i släktet Dilophodes och familjen mätare. Inga underarter finns listade i Catalogue of Life.